# Geographie Argentiniens

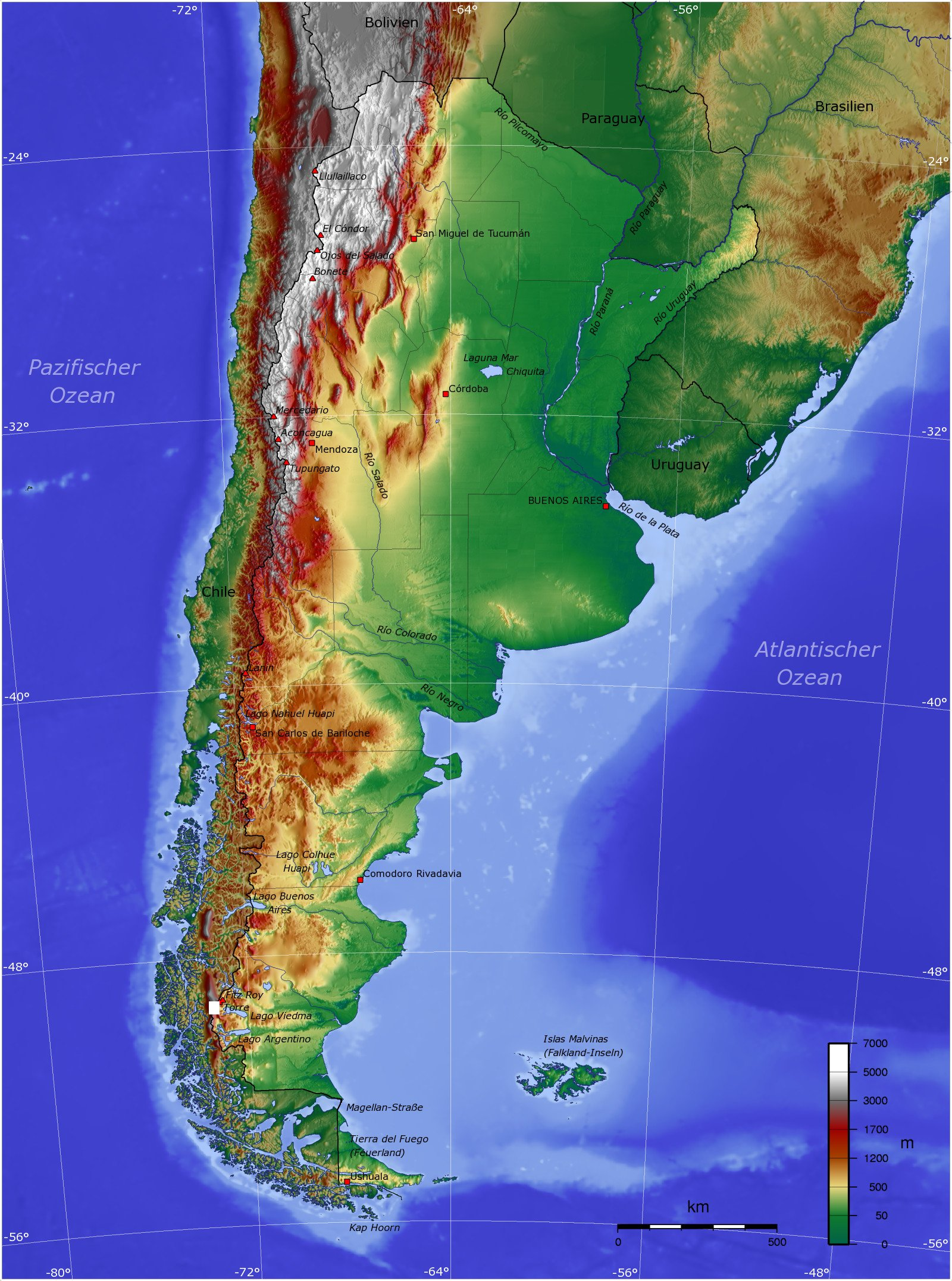
Topographie Argentiniens

Dieser Artikel beschreibt die Geographie Argentiniens.
Argentinien hat eine Fläche von circa 2,8 Millionen km² und ist damit der zweitgrößte Staat Südamerikas. Das Land erinnert in seiner Gestalt an ein lang gezogenes Dreieck. Die Ausdehnung von Norden nach Süden beträgt 3694 km, die von Westen nach Osten an der breitesten Stelle 1423 km.

## Vegetations- und Klimazonen
Argentinien hat wegen seiner großen Nord-Süd-Ausdehnung, die nur noch von Chile und Brasilien sowie den USA (durch Miteinbezug von Alaska) übertroffen wird, eine große Vielfalt an Klima- und Vegetationszonen. So befindet sich der äußerste Norden an der Grenze zu den Tropen, während der äußerste Süden subpolaren Klimaeinfluss aufweist.

### Allgemeines zum Klima
Das Klima Argentiniens wird von mehreren Faktoren bestimmt.
Besonders von Bedeutung sind die verschiedenen Winde, da das Relief des Landes wegen des Fehlens markanter Gebirgszüge im zentralen und östlichen Teil eine schnelle Ausbreitung der Luftmassen zulässt. Selbst im äußersten Norden kommt es bei nahezu tropischem Klima deshalb im Winter häufig zu Kälteeinbrüchen, teilweise mit Frost.
Während im subtropischen Norden Ostwinde vorherrschen, wehen sie im Süden von Westen her. Dies hat Folgen für die Verteilung der Niederschläge: während im Norden, im Osten, sowie an den Osthängen der Mittelgebirge die höchsten Werte gemessen werden, ist es im Süden und im Westen deutlich feuchter als im Osten. Dort ist der Bewölkungsgrad auf der chilenischen Westseite der Anden so hoch, dass die Osthänge noch beträchtliche Niederschlagsmengen aufweisen, was auch an den relativ niedrigen Höhen der Anden in dieser Gegend liegt.
Bedeutende Winde sind folgende:
- der Pampero, ein trockener Südwestwind, der polare Luftmassen bis über die argentinische Nordgrenze bringen kann. Er führt zunächst zu heftigen Gewittern, danach meist zu trocken-sonnigem, aber kühlem Hochdruckwetter.
- die Sudestada, ein Südostwind aus dem Bereich des Südatlantiks. Er sorgt für starke, langandauernde Niederschläge im Osten Argentiniens, insbesondere in der Pampa-Region.
- der Zonda, ein dem Föhn vergleichbarer Fallwind, der von den Anden her weht und dem Westen Argentiniens im Winter und Frühling eine sehr plötzliche trocken-heiße Witterung beschert. Wegen dieses Windes kann es in der gesamten Nordwesthälfte Argentiniens bis 40 °C im Winterhalbjahr werden.
- der Norte, ein schwülheißer Nordostwind, der besonders im Chaco für langandauernde Hitzeperioden selbst im Winter sorgt.

Die Entfernung der jeweiligen Landesteile zum Atlantik hat Auswirkungen auf die Temperaturextreme. So liegen die Temperaturen in Ostargentinien zwischen kältesten und wärmsten Monat nur 10–13 °C auseinander (z. B. Mar del Plata 10 °C, Buenos Aires: 13 °C), während dieser Wert nach Westen hin immer weiter ansteigt (San Carlos de Bariloche 16 °C, Mendoza 18 °C). Ausnahme von dieser Regel ist der Nordwesten wegen des tropischen Einflusses, der die Temperaturextreme im Winter dämpft.
Geringer ist der Einfluss des Atlantiks auf die Niederschläge. Nur in der Pampa-Region und im Nordosten haben wegen der vorherrschenden Ostwinde atlantiknahe Gebiete signifikant höhere Niederschlagsraten als atlantikferne Gebiete. In Patagonien ist der Unterschied äußerst gering.

### Puna und Hochtäler
Die Puna, der südliche Teil des Altiplano, ist eine steppen- bis wüstenhafte Hochebene auf 3500–4000 m Höhe, die von niedrigen Sträuchern, Gräsern und Kakteen bewachsen ist. Das Plateau wird von einigen Einschnitten durchbrochen, den Hochtälern, wie z. B. der Quebrada de Humahuaca, die sich zur nächsten Vegetationszone, den subtropischen Nebelwäldern, herunterziehen. Man findet die Puna in den Provinzen Jujuy, Salta und Catamarca.
Das Klima der Puna ist den sogenannten Kalttropen zuzurechnen: Der Unterschied zwischen Tages- und Nachttemperaturen ist höher als der jahreszeitlich bedingte Temperaturunterschied. Das Temperaturmittel im Sommer liegt bei 15–20 °C, im Winter bei 7–12 °C. Die Niederschläge (80–300 mm im Jahr) fallen fast ausschließlich im Sommer.

### Subtropische Nebel- und Regenwälder

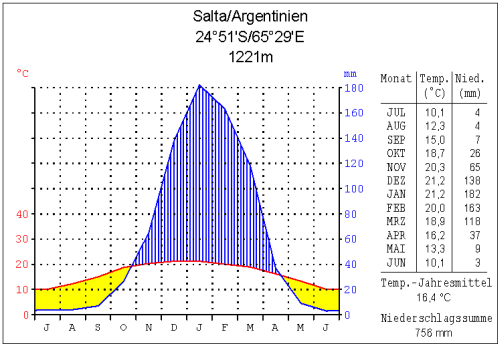
Klimadiagramm Salta

Diese Vegetationszone schließt östlich an die Puna-Region an. Es handelt sich um einen artenreichen Regenwald, der sich an den Osthängen der letzten Ausläufer der Anden zwischen der Grenze zu Bolivien im Norden und dem Nordosten der Provinz Catamarca im Süden entlangzieht.
Man unterscheidet zwischen den durch Abholzung fast verschwundenen Regenwäldern (im Tal) und den noch feuchteren Nebelwäldern (am Berghang).
Das Klima ist feucht (800–1200 mm Niederschlag) mit einer ausgeprägten Regenzeit im Sommer, die Winter sind dagegen deutlich trockener. Da in diesen Breiten Ostwinde vorherrschen, stauen sich die Wolken in den Osthängen der Anden und Voranden und regnen sich dort ab, was zur Bildung dieser Vegetationszone führte. Die Temperaturen liegen je nach Höhenlage um 21–28 °C im Sommer und um 12–18 °C im Winter.

### Die Ebene des Gran Chaco
Östlich der subtropischen Regenwälder schließt die Zone des Gran Chaco an, eine Ebene mit Savannen- und Trockenwaldlandschaft. Der argentinische Teil dieser Ebene, insbesondere der Süden, hat ein milderes Klima mit geringeren Temperaturextremen als der paraguayische Teil und wird deshalb im großen Stil landwirtschaftlich genutzt. Man findet die Chaco-Landschaft in den Provinzen Salta, Formosa, Chaco, Santiago del Estero, sowie in Santa Fe und Córdoba, wo er fast unmerklich in die Pampa-Ebene übergeht.
Das Klima des Chaco ist subtropisch (im Norden beinahe tropisch) und im Westen wintertrocken, im Sommer fallen beträchtliche Niederschläge (500–1100 mm von West nach Ost). Ausgeglichener ist das Klima im Osten des Chaco, nahe dem Río Paraná, wo man Regen zu allen Jahreszeiten findet. Die Temperaturen liegen um 24–29 °C im Sommer und um 12–20 °C im Winter, damit ist die Region die wärmste Argentiniens. Der Hitzepol Südamerikas befindet sich im Osten der Provinz Salta in Rivadavia (48 °C).

### Die subtropischen Regenwälder von Misiones
In der Provinz Misiones findet man eine eigene Vegetationszone, den immerfeuchten subtropischen Regenwald (selva misionera). Das Klima ist sehr feucht (Niederschlag 1500–2200 mm/Jahr) und subtropisch, die Temperaturen liegen im Sommer bei 24–26 °C, im Winter bei 15–18 °C.

### Die Sierras Pampeanas
Die Sierras Pampeanas liegen im Nordwesten des zentralen Argentinien, in den Provinzen Catamarca, La Rioja, San Juan, Córdoba und San Luis. Ihre Vegetation, der Monte Serrano weist in den tiefen Lagen Ähnlichkeiten mit der des Chaco (Trockenwälder, Dornsavannen) auf. In den Höhenlagen gibt es aber auch Grasebenen, die sogenannten pampas serranas, mit einem sehr rauen, windigen Klima.
Das Klima in den Sierras Pampeanas ist relativ trocken (Niederschläge ca. 250 bis 750 mm im Jahr von West nach Ost), es gibt jedoch eine ausgeprägte Regenzeit im Sommerhalbjahr. Die Temperaturen liegen im Sommer in den Tälern bei 23–28 °C, in den Höhenlagen bei 18–24 °C, im Winter in den Tälern bei 9–15 °C, in den Höhenlagen bei 5–11 °C.

### Dieariden Andenund das Andenvorland des Cuyo

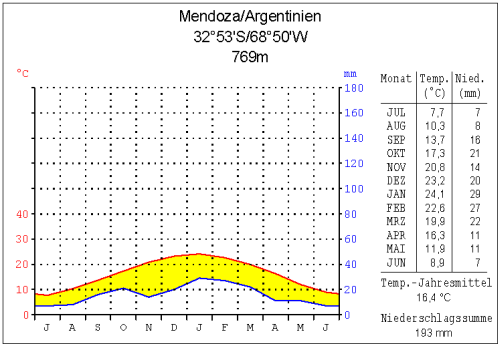
Klimadiagramm Mendoza

Diese Vegetationszone fällt geografisch mit den südlichen Zentralanden in den Provinzen Catamarca, La Rioja, San Juan und Mendoza zusammen. Sie zeichnet sich durch ein trockenes Klima und eine wüsten- bis steppenhafte Vegetation aus. Typische Landschaft ist ähnlich wie in den Sierras Pampeanas der Monte, eine Halbwüste, in der Dorngewächse vorherrschen.
Das Klima ist warmgemäßigt. Im Sommer liegen die Temperaturen bei 21–27 °C in den Tälern und bei 17–23 °C in den Höhenlagen, während sie im Winter bei 7–12 °C bzw. 2–8 °C liegen. Die Niederschlagsmenge liegt bei 150–300 mm im Jahr. Im Andenvorland fällt mehr Regen im Sommer als im Winter, während in den Anden selbst, besonders nahe der chilenischen Grenze, Winterniederschläge, z. T. als Schnee, überwiegen.

### Mesopotamien
Diese Vegetationszone erstreckt sich über die Provinzen Corrientes und Entre Ríos. Sie unterscheidet sich vom nahegelegenen Chaco durch ihre höhere Feuchtigkeit, die Sümpfe (insbesondere die Esteros del Iberá im Zentrum von Corrientes, eines der größten Sumpfgebiete der Welt) und Graslandschaften entstehen ließ. Der Übergang zur Pampa einerseits und zum subtropischen Urwald von Misiones andererseits ist fließend. Die Region wird intensiv landwirtschaftlich genutzt.
Das Klima ist subtropisch. Im Sommer liegen die Temperaturen bei 23–28 °C, im Winter bei 11–17 °C. Die Niederschlagsmenge liegt zwischen 900 und 1500 mm im Jahr, wobei der Nordosten am meisten Regen empfängt.

### Die Pampa

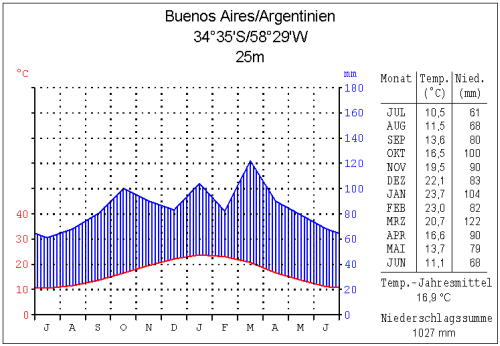
Klimadiagramm Buenos Aires

Die Pampa erstreckt sich vom Südosten der Provinz Córdoba über den Süden von Santa Fe bis in die östlichen zwei Drittel der Provinz Buenos Aires herein. Sie war ursprünglich ein steppenhaftes, fast baumloses subtropisches Grasland, wird aber heute fast überall intensiv landwirtschaftlich genutzt, wodurch von der ursprünglichen Landschaft nur noch wenig erhalten ist. Selbst die ursprünglich wirkenden Viehweiden sind durch weitverbreitete Aussaat von Futterpflanzen bei weitem nicht mehr im Originalzustand.
Das Klima der Zone ist warmgemäßigt und feucht. Im Sommer liegen die Temperaturen zwischen 19 und 25 °C, im Winter zwischen 7 und 12 °C, dabei werden die höchsten Werte im Nordwesten gemessen. Die Niederschlagsrate liegt zwischen 700 und 1200 mm, der Regen fällt zu allen Jahreszeiten.

### Der Espiñal
Der Espiñal (in Reiseliteratur und älteren Fachbüchern auch „trockene Pampa“ genannt) schließt im Osten nördlich, westlich und südlich an die Pampa und im Westen südlich an die Sierras Pampeanas an. Sie ist im Gegensatz zur Pampa eine Dornstrauchsavanne beziehungsweise Trockenwaldlandschaft mit häufigen Salzwüsten und hat ein windigeres und trockeneres Klima. Man findet diese Landschaft im äußersten Süden der Provinz Córdoba, im südlichen San Luis, in der Provinz La Pampa und im Südosten der Provinz Mendoza.
Die Temperaturen liegen im Sommer zwischen 19 und 26 °C, im Winter zwischen 4 und 10 °C. Die Niederschlagsmenge liegt bei 250–700 mm im Jahr, wobei im Sommer etwas mehr Regen fällt als im Winter.

### Die Patagonischen Anden
Die patagonischen Anden schließen südlich an die Ariden Anden an. Man findet sie in den Provinzen Neuquén, Río Negro, Chubut und Santa Cruz. Sie unterscheiden sich von diesen darin, dass sie fast durchgängig bewaldet sind und ein sehr feuchtes, gemäßigtes Klima aufweisen. Dies liegt am Westwindklima dieser Zone, das Niederschläge von der chilenischen Seite der Anden über die Kordillere bringt.
Die Temperaturen liegen in den Tälern im Sommer bei 15–22 °C, in den Höhenlagen bei 10–18 °C. Im Winter werden 2 bis 6 °C bzw. −2 bis 3 °C erreicht. Die Niederschläge liegen bei 600–3000 mm im Jahr, wobei die höchsten Werte nahe der chilenischen Grenze erreicht werden.

### Der patagonische Monte
Der Patagonische Monte ist eine niedrige Buschwaldlandschaft, die südlich an die trockene Pampa anschließt und ähnlich wie in anderen Monte-Gebieten von vor allem Dornsträuchern und Hartgräsern bewachsen wird. Man findet sie im Süden der Provinz Buenos Aires sowie im Osten von Neuquén, Río Negro und Chubut.
Das Gebiet hat ein gemäßigtes, trockenes und windiges Steppenklima mit 150 bis 400 mm Niederschlag im Jahr, wobei hier der Winter feuchter als der Sommer ist. Der Wind weht am stärksten im Frühling und Frühsommer und nimmt dann an Stärke kontinuierlich bis in den Winter ab. Die Temperaturen liegen im Sommer bei 18–24 °C, im Winter bei 6–10 °C.

### Die Patagonische Steppe
Die Patagonische Steppe schließt südlich und westlich an die patagonische Monte-Landschaft an, man findet sie in den Provinzen Chubut und Santa Cruz sowie im Norden der Provinz Tierra del Fuego (Insel Feuerland). Im Gegensatz zu dieser findet man hier nur trockene Gräser, jedoch kaum Büsche oder Bäume, weshalb geografisch eine Unterscheidung zwischen beiden Zonen gemacht wird.
Das Klima des Gebietes ist kühlgemäßigt und trocken. Im Sommer liegt die Temperatur bei 12–20 °C, im Winter bei 2–7 °C. Schneefall ist relativ selten. Die Niederschlagsmenge im Jahr liegt bei 150 mm im Norden und 400 mm im Süden.

### Die feuerländische Moor- und Parklandschaft

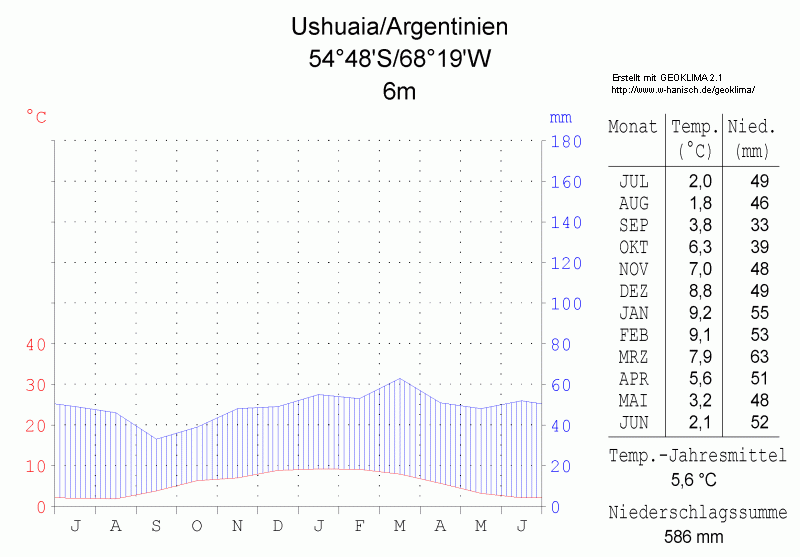
Klimadiagramm Ushuaia

Im Süden der Provinz Tierra del Fuego (Insel Feuerland und Isla de los Estados) gibt es eine eigene Vegetationszone, die deutlich feuchter als der steppenhafte Norden der Insel ist. Man findet hier dichte feuchte Wälder und Moorlandschaften.
Das Klima ist kühlgemäßigt und ozeanisch. Im Sommer liegen die Temperaturen bei 8–12 °C, im Winter bei −2 bis +2 °C. Die Niederschlagsmenge liegt bei 300–700 mm, es gibt Regen zu allen Jahreszeiten.

## Größere Städte
Die meisten großen Städte Argentiniens liegen auf einer sehr früh besiedelten Achse zwischen Buenos Aires und Nordwestargentinien, was der früher wichtigen Handelsroute nach Lima in Peru entspricht.
- Buenos Aires, dessen Ballungsraum etwa 12 Millionen Einwohner umfasst, ist als Hauptstadt die einwohnerstärkste Stadt Argentiniens. Es ist umgeben von einer Reihe von selbstständigen Vorstädten, die zum Teil reine Schlafstädte sind, zum Teil aber auch selbst über Produktionsstätten verfügen. Buenos Aires dominiert die nationale Wirtschaft und Medienlandschaft, so dass Argentinien trotz seiner föderalen Struktur oft ein zentralistisch organisiertes Land genannt wird.
- Der Ballungsraum Córdoba, mit 1,4 Millionen Einwohnern der zweitgrößte des Landes, verfügt über größere Produktionsstätten und beherbergt die älteste Universität des Landes, die gleichzeitig eine der größten ist. Die Stadt ist Zentrum der Automobilindustrie und wird oft als „Hauptstadt des Binnenlandes“ bezeichnet.
- Der Ballungsraum Rosario in der Provinz Santa Fe (1,3 Millionen Einwohner) besitzt den zweitgrößten Hafen des Landes. Er hat ebenfalls eine große Universität und ist ein weiteres Zentrum der Automobil- und Metallindustrie. Hier befindet sich auch der größte Getreidemarkt Argentiniens, auf dem die Preise für das ganze Land festgesetzt werden.
- Der Ballungsraum Mendoza (967.000 Einwohner) ist vor allem für seinen Wein- und Obstanbau bekannt, dient aber auch als Brückenkopf für den Handel mit Santiago de Chile. Alle Grünanlagen werden künstlich bewässert.
- Der Ballungsraum San Miguel de Tucumán (820.000 Ew.) ist die Geburtsstätte der Unabhängigkeit und wurde durch die intensive Landwirtschaft, insbesondere den Zuckerrohranbau, wirtschaftlich und kulturell einflussreich, hat aber seit den 1950er Jahren wegen der Krise in diesem Wirtschaftssektor an Wichtigkeit verloren und Tucumán ist heute eine der Städte mit der größten Armutsquote des Landes. Ein Teil der Arbeitskraft ist allerdings von der relativ neuen Industrie absorbiert worden. Die Universitäten in dieser Stadt sind überregional bekannt und werden zum Beispiel von Studenten aus Bolivien besucht.
- Der Ballungsraum La Plata (729.000 Einwohner), gehört zum äußeren Einzugsgebiet von Buenos Aires. La Plata ist die Hauptstadt der Provinz Buenos Aires und ist sowohl Verwaltungs- als auch Industriezentrum (vor allem Erdölraffinerien). Die Stadt hat ebenfalls eine große Universität.
- Der Ballungsraum Mar del Plata (626.000 Einwohner) ist der am stärksten frequentierte Badeort an der Atlantikküste der Provinz Buenos Aires und gleichzeitig ein Zentrum der Fischerei. Die Stadt beherbergt im Sommer bis zu 3 Millionen Touristen.
- Salta (502.000 Einwohner), Hauptstadt der gleichnamigen Provinz, ist eine Industrie- und Handelsstadt im Nordwesten Argentiniens; nebenbei ist auch der Tourismus eine Einnahmequelle.
- Santa Fe (Agglomeration: 488.000 Einwohner) ist die Hauptstadt der gleichnamigen Provinz am Río Paraná und neben ihrer administrativen Funktion eine Industrie- und Hafenstadt.
- Der Ballungsraum San Juan hat 411.000 Einwohner. San Juan ist die Hauptstadt der gleichnamigen Provinz in Westargentinien und ist das Zentrum eines weiten von der Landwirtschaft und Agro-Industrie geprägten Gebiets, der Oase des Valle de Tulum.

## Gebirge
Argentinien wird von mehreren Gebirgszügen durchquert, die das Land meist in Nord-Süd-Richtung durchkreuzen. Sie werden hier von Nord nach Süd und von West nach Ost aufgelistet.

### Anden
Das größte Gebirge Argentiniens sind die Anden, die sich an der kompletten Westgrenze zu Chile und zu etwa einem Viertel die Nordgrenze zu Bolivien erstrecken. Sie erreichen in Argentinien mit 6959 m am Aconcagua – dem höchsten Berg der gesamten Anden – ihre größte Höhe.
Man unterscheidet in den argentinischen Anden – die zu den Zentral- und Südanden gerechnet werden – folgende Gebirgszüge (diese Gliederung wird bisweilen auch auf die Chilenischen Anden übertragen):

#### Cordillera Occidental
Die Westkordillere (Cordillera Occidental) bildet nach Tanner (1978) den einzigen ununterbrochenen, sich über die gesamten Anden erstreckenden Hauptkamm der Kordilleren Südamerikas.
Sie beginnt in Argentinien im äußersten Südwesten der Provinz Catamarca, wo sie die bolivianisch/chilenische Westbegrenzung des Puna-Hochbeckens fortsetzt. Vom festgelegten Südende der Puna-Region – das etwa auf der Höhe des Vulkans Incahuasi liegt – bis zum Vulkan Maipo im zentralen Westen der Provinz Mendoza bildet sie von Peru bis Nord-Argentinien eine geologische Einheit, die in diesem Abschnitt Cordillera Frontal genannt wird. Der Hauptkamm wird im nördlichen Teil von sehr hohen Vulkanen wie dem Ojos del Salado (6880 m) und dem Monte Pissis (6882 m) geprägt.
Als Cordillera Principal setzt sich die Westkordillere in einem sehr schmalen Streifen an der chilenischen Grenze der Provinz San Juan und dann über Mendoza – hier liegt im äußersten Nordwesten mit dem Aconcagua der höchste Berg Argentiniens – bis etwa auf Höhe der Stadt Zapala im Südwesten der Provinz Neuquén fort. Sie ist im Süden deutlich niedriger, reicht aber recht weit in den Osten Argentiniens.
Die gesamte Südhälfte der argentinischen Anden, setzt die Westkordillere als Patagonische Anden durch die Provinzen Río Negro, Chubut und Santa Cruz fort. Sie sind durchgehend niedriger als die Zentralanden und eine Mischung aus Vulkanen und Faltungsprodukten. Höchste Erhebungen sind der Monte Tronador in Río Negro und der Fitz Roy in Santa Cruz. Charakteristisch sind die vielen Seen am Fuß der Berge, der größte von ihnen ist der Lago Argentino (Argentino-See).
Das Südende wird von der Cordillera Fueguina auf Feuerland gebildet, die über die chilenisch-patagonischen Anden direkt verbunden sind.

#### Cordillera Oriental
Die Puna/Altiplano-Region wird im Osten durch die bolivianische Ostkordillere gebildet, die sich in Nord-Süd-Richtung mitten durch die Provinzen Jujuy und Salta bis zum Gebirgskomplex Nevado de Cachi fortsetzt. Diese Gebirgsketten werden auch in Argentinien als Cordillera Oriental bezeichnet.
Die sich südwärts anschließenden Gebirge im Westen der Provinzen Catamarca und La Rioja werden im Allgemeinen nicht mehr der Ostkordillere zugerechnet, sondern entweder zur Westkordillere verbunden oder bereits den pampiden Sierren zugerechnet.
Demgegenüber wird jedoch das Precordillera genannte System von Faltengebirgen, das das gesamte Zentrum der Provinz San Juan von Norden nach Süden durchmisst, oftmals als isolierter Teil der Ostkordillere betrachtet.

#### Puna
Zwischen der West- und Ostkordillere liegt die Hochebene der Puna auf 3000–3500 m Höhe sowie drei Hochtäler.

### Voranden

#### Subandine Sierren
Die Subandinen Sierren bilden eine fast homogene, nur durch zwei größere Einschnitte (Valle de Jujuy und Valle de Lerma in Salta) unterbrochene Bergkette, die östlich der Ostkordillere Nordwestargentiniens parallel zu dieser verläuft. Sie reichen von der nordöstlichen Provinz Salta bis in den Nordwesten Tucumáns. Ihre höchsten Höhen erreicht die Bergkette im Süden, wo sie in die Sierras Pampeanas übergeht.

#### Sierras Pampeanas
Die Sierras Pampeanas schließen südöstlich an die Subandinen Sierren an. Es handelt sich um mehrere, teils weit voneinander entfernte Bergketten in Nord-Süd-Richtung mit ähnlichen Charakteristika. Während die Westhänge dieser Sierren schroff abfallen, sind die Osthänge flacher und von zahlreichen Tälern und Schluchten durchdrungen. Zu den Sierras Pampeanas gehören mehrere Sierren im Osten der Provinzen Catamarca, La Rioja, San Juan und Mendoza sowie im Westen von Córdoba, San Luis und Santiago del Estero. Dabei sind die westlichen Sierras generell höher als die weiter östlich gelegenen und gehen nahezu übergangslos in die Anden über, sie sind jedoch geologisch gesehen vollkommen anders aufgebaut. Höchste Erhebung ist der Cerro Famatina mit 6250 m.
Siehe auch: Sierras de Córdoba

#### Sierras Australes Bonaerenses
Zwar werden die Sierra de la Ventana und die Sierra de Tandil in der Provinz Buenos Aires in einigen Publikationen auch als Sierras Pampeanas bezeichnet, dies liegt jedoch daran, dass sie in der Landschaft der Pampa liegen, nicht an Gemeinsamkeiten mit den oben genannten Sierren. Es handelt sich um isolierte, von Ebenen umgebene, relativ niedrige Mittelgebirge mit nur geringer Ausdehnung. Die höchste Erhebung ist der Cerro La Ventana in der Sierra de la Ventana mit 1200 m.

#### Sierra Lihuel Calel
Die Sierra Lihuel Calel ist eine isolierte Bergkette im Zentrum der Provinz La Pampa, die weder zu den Sierras Pampeanas noch zu den patagonischen Meseta-Landschaften gehört. Sie verläuft im Gegensatz zu den meisten anderen Sierren in Ost-West-Richtung. Ihre maximale Höhe liegt bei nur 499 m.

#### Patagoniden
Die Mesetas Patagoniens (Patagoniden) sind Gebirgszüge mit schroff abfallenden Hängen, aber keinen ausgeprägten Gipfeln. Stattdessen findet man bei den höchsten Erhebungen Hochebenen, es handelt sich also um ein Schichtstufenland, das Hochland von Patagonien. Sie bedecken den gesamten zentralen Bereich von Neuquén, Río Negro, Chubut und Santa Cruz und gehen im Westen in die Anden über. Im Osten ist die höchste Erhebung ein namenloser Gipfel am Südwestrand der Meseta de Somuncurá mit 1955 m. Charakteristisch sind temporäre Seen und Salzseen sowie wadiartige Trockenflüsse.

### Hohe Berge
Im Folgenden sind alle Sechstausender sowie einige Berge unter sechstausend Meter aufgelistet:
| - Aconcagua, 6961 m - Ojos del Salado, 6893 m - Monte Pissis, 6795 m - Bonete, 6759 m - Tres Cruces Sur, 6748 m - Llullaillaco, 6739 m - Mercedario, 6720 m - Incahuasi, 6620 m - Tupungato, 6570 m - El Muerto, 6488 m - Antofalla, 6440 m - Nacimiento, 6436 m - El Cóndor, 6414 m - El Libertador, 6380 m - Sierra de Famatina, 6250 m - Toro, 6168 m | - Solo, 6205 m - Las Tórtolas, 6160 m - Quela, 6135 m - Palermo, 6120 m - San Juan, 6111 m - Sierra Nevada de Lagunas Bravas, 6103 m - Marmolejo, 6100 m - Negro, 6070 m - Polleras, 5993 m - Juncal, 5950 m - Galan, 5942 m - Maipo, 5264 m - Volcán Lanín, 3747 m - Fitz Roy, 3405 m - Torre, 3133 m - Poincenot, 3002 m |  |

## Hydrologie
Argentinien besitzt nur im feuchten Ostteil ein normales hydrologisches System aus Flüssen, Zuflüssen und Seen. Der Westen und das Zentrum sind weitgehend abflusslose Gebiete, deren Gewässer oft nur in den Regenzeiten erwähnenswerte Wassermassen befördern.

### Flüsse
Man kann die Hydrografie Argentiniens in vier Großsysteme einteilen: in das Einzugsgebiet des Río de la Plata, das den gesamten Norden und Osten Argentiniens umfasst, das abflusslose Mar Chiquita-System, das Einzugsgebiet des Río Colorado im Westen Argentiniens sowie die relativ kleinen Einzugsgebiete der parallel zueinander verlaufenden patagonischen Flüsse Río Negro, Río Chubut, Río Deseado, Río Santa Cruz, Río Coig und Río Gallegos. Das Gewässernetz auf Feuerland und den südatlantischen Inseln ist vergleichsweise unbedeutend.
Es gibt weitere abflusslose Gebiete vor allem im Nordwesten, Westen und Süden Argentiniens, u. a. der Großteil der Puna-Hochebene.

#### Einzugsgebiet des Río de la Plata (Paraná – Paraguay – Uruguay – Bermejo – Dulce)

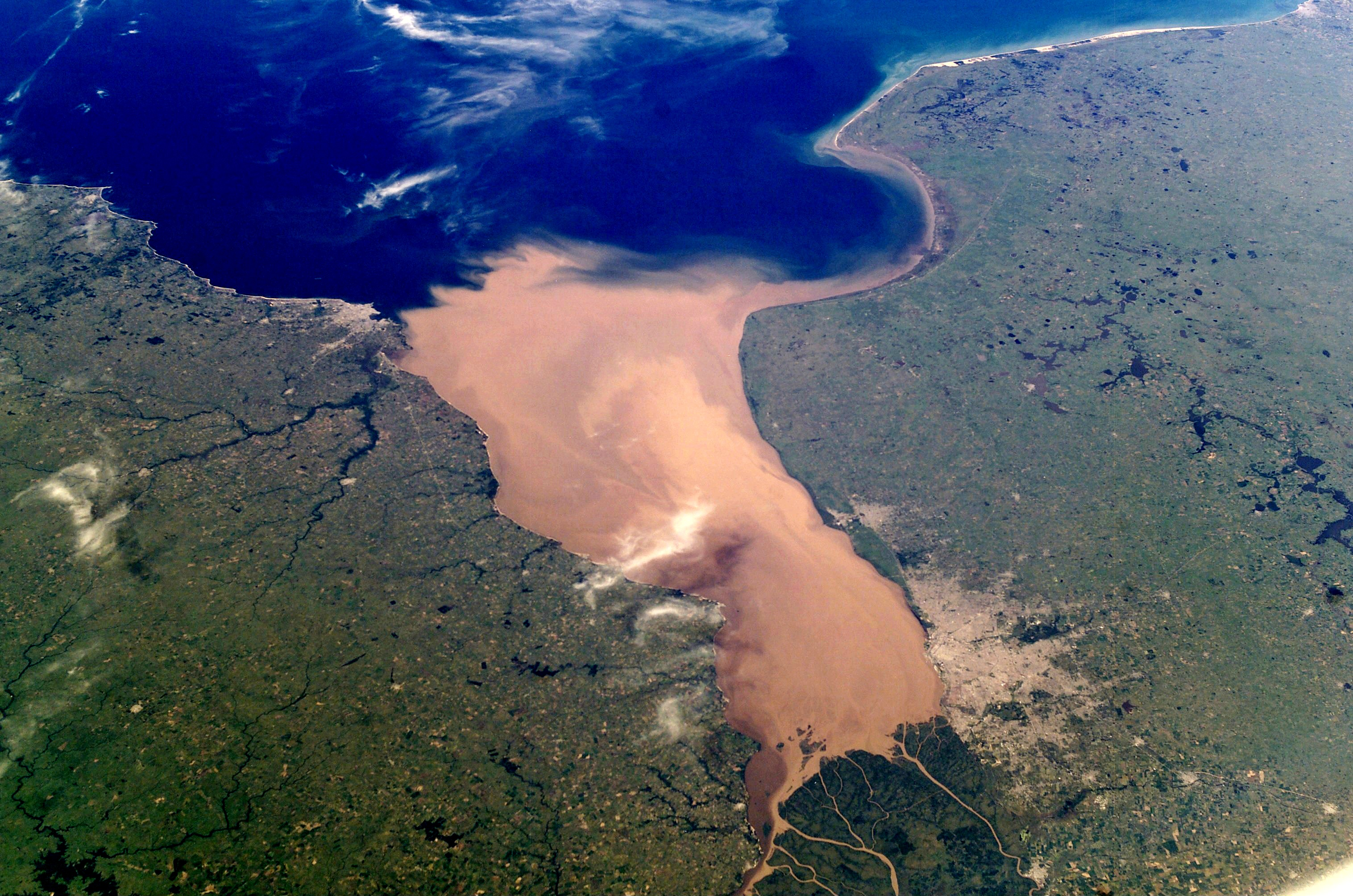
Der Río de la Plata mit dem Großraum Buenos Aires rechts unten

Die bekanntesten und wasserreichsten Flüsse befinden sich im Ostteil des Landes. Zu nennen sind hier insbesondere die aus Brasilien kommenden Río Paraná und Río Uruguay, die sich an ihrer Zusammenkunft (nahe Zárate in der nördlichen Provinz Buenos Aires) zum Río de la Plata, einem 50–150 km breiten Süßwasserbassin vereinigen. Der Río Paraguay, einer der Zuflüsse, entwässert einen Großteil des brasilianischen Feuchtgebietes Pantanal.
Für die Hydrologie besonders bedeutend ist der Río Bermejo-Teuco, der Fluss, der am längsten auf argentinischem Territorium verläuft. Er ändert in seinem Verlauf zwischen den Zentralanden und dem Río Paraguay mehrmals seinen Namen, auch besitzt er mehrere alternative Flussbetten wie den Río Bermejito, den Arroyo Guaycura und den Río Teuco. Sein Einzugsgebiet reicht von Süd-Bolivien bis in die zentrale Provinz Salta, damit entwässert er mit Ausnahme der abflusslosen Puna-Ebene und des Einzugsgebietes des Sees Mar Chiquita den gesamten Nordwesten Argentiniens.
Weiter im Süden, im östlichen Chaco, liegt der Río Salado, dessen Einzugsgebiet ebenfalls bis in die Provinz Salta hineinreicht. Der Río Carcarañá ist stattdessen für das südliche Zentralargentinien von Bedeutung und entwässert den Süden der Provinz Córdoba und den Osten von San Luis.

#### Dulce-Mar Chiquita-System
Der See Mar Chiquita (mit 5.770 km² zugleich größter See Argentiniens) ist ein abflussloser Salzsee im Nordosten der Provinz Córdoba, der der Abfluss für einen Großteil des zentralen und nordwestlichen Argentiniens ist. Er wird hauptsächlich vom Río Dulce und von den kleineren Río Suquía (auch Río Primero) und Río Xanaes (auch Río Segundo) gespeist und entwässert damit die Provinzen Santiago del Estero, den Norden von Córdoba, fast die gesamte Provinz Tucumán sowie den Süden von Salta.

#### Einzugsgebiet des Río Colorado
Der Río Colorado entspringt an der Grenze zwischen der Provinz Mendoza und der Provinz Neuquén und mündet bei Bahía San Blas im Süden der Provinz Buenos Aires in den Atlantik. Sein Einzugsgebiet ist allerdings ungleich größer, denn er und sein hauptsächlicher Zufluss Río Salado del Oeste, der auf seinem Verlauf mehrere Namen, z. B. Río Vinchina, Río Salado, Río Desaguadero und Río Chadileuvu annimmt, entwässert ein weites Gebiet im Westen Argentiniens, zwischen dem Nordwesten der Provinz La Rioja über San Juan, Mendoza und dem westlichen San Luis bis in den Norden der Provinz Neuquén hinein.

#### Patagonische Flusssysteme
Südlich des Río Colorado entwässern mehrere in etwa parallel verlaufende Flüsse das patagonische Tafelland und die patagonischen Anden, wobei sich vor allem im Vorandengebiet zahlreiche Seen gebildet haben. Zwischen diesen Flüssen gibt es allerdings teils recht große abflusslose Gebiete. Das größte liegt in der südlichen Provinz Chubut, ihr „Abfluss“ sind die leicht salzhaltigen Seen Lago Musters und Lago Colhue Huapí.
Der Río Negro entspringt in der Nähe von Bariloche als Río Limay und mündet bei Viedma in den Atlantik. Sein einziger nennenswerter Zufluss ist der Río Neuquén.
Der Río Chubut entwässert fast die gesamte Provinz Chubut. Er entspringt westlich der Stadt Esquel in den Südanden und mündet bei Rawson in den Atlantik. Sein bedeutendster Zufluss, der Río Chico, entwässert den Osten der Provinz.
Der Río Deseado entwässert den Norden der Provinz Santa Cruz sowie als einer der wenigen argentinischen Flüsse auch einen Teil von Süd-Chile. Er entspringt südlich der Stadt Coihaique (Chile) und hat kaum nennenswerte Zuflüsse, mit Ausnahme des canyonartigen Río Pinturas, an dem die berühmte Höhle Cueva de las Manos liegt.
Der Río Chico und der Río Santa Cruz entwässern den zentralen Süden der Provinz Santa Cruz und damit die Seen Lago Viedma und Lago Argentino sowie das nahegelegene Gletschergebiet rund um den Nationalpark Los Glaciares. Sie münden bei Puerto Santa Cruz in ein langgestrecktes, etwa 10 km breites Bassin.
Der Río Coig oder Coyle ist ein kleinerer Fluss, der einen kleinen Teil des Südens der Provinz Santa Cruz entwässert. Er hat zwei Arme, die Brazo Norte und Brazo Sur genannt werden und beide im Vorandengebiet entspringen.
Der Río Gallegos entspringt nahe der Stadt Río Turbio und mündet bei der nach ihm benannten Stadt Río Gallegos in einem bis zu 10 km breiten Bassin, der Ría Gallegos, in den Atlantik. Er hat nur wenige, unbedeutende Zuflüsse und entwässert auch einen kleinen Teil vom südlichen Chile.

#### Flüsse auf Feuerland
Die Flüsse auf der Insel Feuerland sind zwar nur kurz, befördern aber teilweise ein relativ großes Wasservolumen.
Größter Fluss ist hier der Río Grande, der bei der Stadt Río Grande in den Atlantik mündet. Parallel zum Río Grande münden die kleineren Flüsse Ewan, San Pablo, Irigoyen und Bueno an der Nordostküste in den Atlantik. Die Küste des Beaglekanals hat keine herausragenden Zuflüsse, da das Bergland hier abrupt ins Meer abfällt und nur kleine temporäre Bäche entstehen lässt.

#### Bedeutende Flüsse
Die bedeutendsten Flüsse Argentiniens sind folgende:
- Río de la Plata (Mündung des Paraná und Uruguay in den Atlantik)
- Río Paraguay, 2549 km, 4300 m³/s (mündet in den Paraná)
- Río Salado del Norte, 2000 km, 15 m³/s (mündet in den Paraná)
- Río Paraná, 1800 km, 16806 m³/s (mündet in den Río de la Plata)
- Río Salado del Oeste (Bermejo-Desaguadero-Salado), 1700 km, 14 m³/s (mündet in den Río Colorado)
- Río Uruguay, 1100 km, 5026 m³/s (mündet in den Río de la Plata)
- Río Bermejo-Teuco, 1000 km, 339 m³/s (mündet in den Paraguay)
- Río Colorado, 860 km, 134 m³/s (mündet in den Atlantik)
- Río Pilcomayo, 850 km, 152 m³/s (mündet in den Paraguay)
- Río Chubut, 810 km, 48 m³/s (mündet in den Atlantik)
- Río Salado (Buenos Aires), 700 km, 88 m³/s (mündet in den Atlantik)
- Río Negro, 635 km, 865 m³/s (mündet in den Atlantik)
- Río San Juan, 500 km, 56 m³/s (mündet in den Río Salado del Oeste)
- Río Mendoza, 400 km, 50 m³/s (mündet in den Río Salado del Oeste)

### Seen

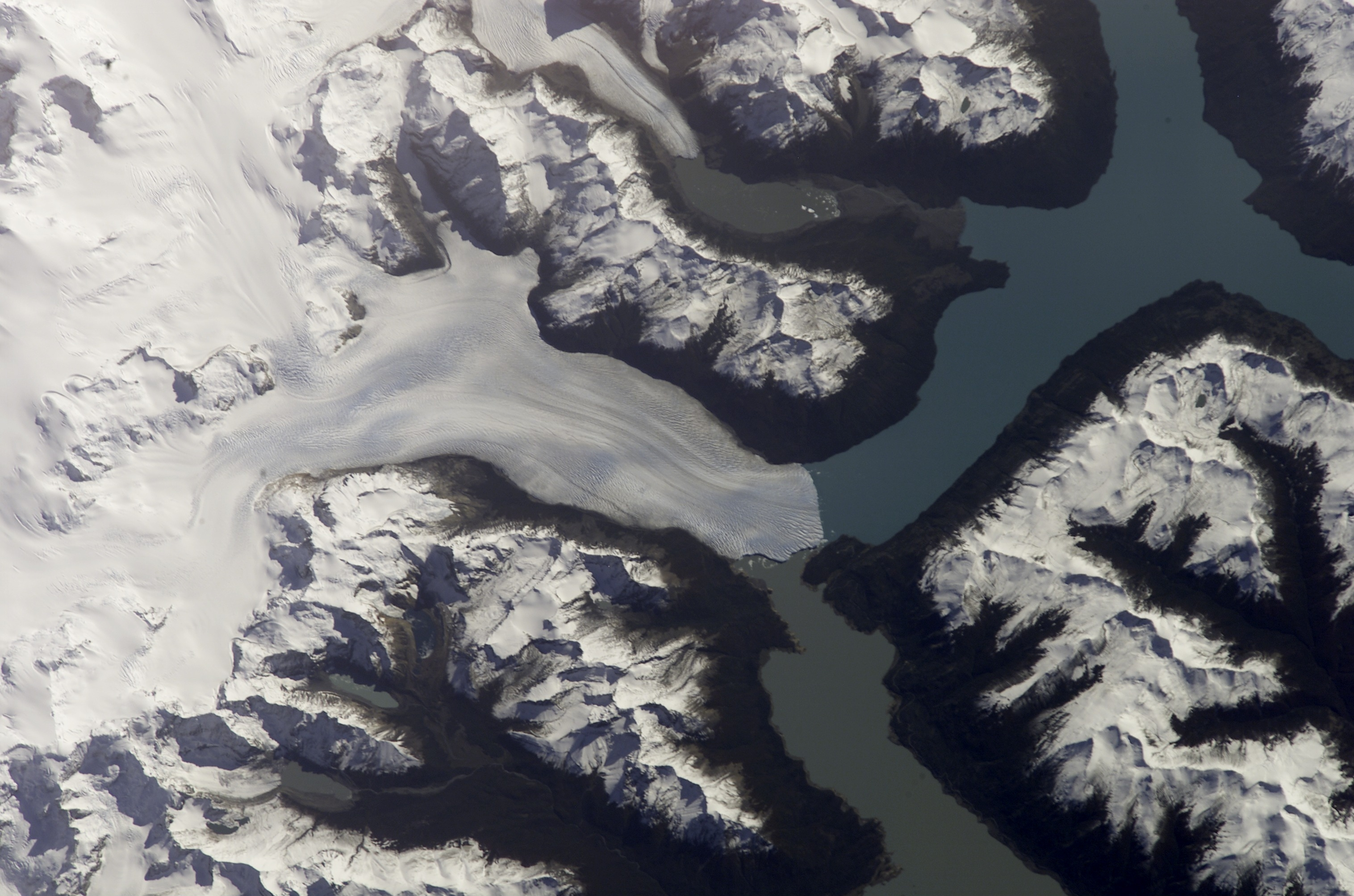
Lago Argentino und Gletscher Perito Moreno

Argentinien weist zwei größere Seengebiete auf: eines in den Südanden, das andere im Flachland der westlichen Pampa.

#### Seen der Südanden
Das umfangreichste Seengebiet Argentiniens liegt am Fuß der Südanden, wo sich eine lange Kette von Schmelzwasserseen von der Provinz Neuquén bis nach Feuerland erstreckt. Die Seen sind meist recht tief und werden teilweise von Gletschern gespeist, deren bekanntester der Perito-Moreno-Gletscher im südlichen Santa Cruz ist. Größte Seen dieser Gruppen sind der Lago Argentino und der Lago Viedma, beide mit über 1.000 km².

#### Flachlandseen
In der westlichen zentralen Pampa und im südlichen Chaco befinden sich zahlreiche Flachlandseen, die teilweise nur wenige Meter tief und manchmal salzhaltig sind. Das größte dieser Gebiete befindet sich in der westlichen Provinz Buenos Aires und im Süden von Santa Fe, wo sich ein Ring meist sehr flacher Seen zwischen Venado Tuerto und Bahía Blanca entlangstreckt. Eine weitere umfangreiche Seenplatte findet sich im Norden der Provinz Santa Fe und im südlichen Chaco.
Isoliert von den restlichen Seen Argentiniens liegen in Zentralpatagonien die beiden großen Seen Lago Musters und Lago Colhué Huapí, etwa 200 km landeinwärts von Comodoro Rivadavia.

#### Salzseen und Salzpfannen
Im Nordwesten, Zentrum und Südosten Argentiniens gibt es eine große Anzahl von Salzseen, die in trockenen Zeiten oft zu Salzpfannen oder Salzwüsten werden. Die Salinas Grandes im Nordwesten der Provinz Córdoba, der etwas weiter nördlich gelegene Salinas de Ambargasta in Santiago del Estero und die Salzpfannen Arizaro und Antofalla in den Provinzen Salta und Catamarca sind die größten davon.

#### Stauseen
Im gebirgigen Westen Argentiniens gibt es eine Vielzahl von Stauseen, die einen großen Teil der Stromerzeugung des Landes decken. Der größte ist der Embalse Ramos Mexia in den Provinzen Neuquén und Río Negro. Weiterhin bedeutend sind der Embalse Cerros Colorados, ebenfalls in Neuquén, und der Embalse Río Hondo in Tucumán und Santiago del Estero.
Auch an den Flüssen Río Paraná und Río Uruguay gibt es Staudämme (Salto Grande in Entre Ríos gemeinsam mit Uruguay und Yacyretá in Misiones gemeinsam mit Paraguay), deren Stauseen sehr langgezogen sind und unmerklich in die normalen Flussläufe übergehen.

#### Die größten Seen
Die größten Seen Argentiniens sind folgende:
- Laguna Mar Chiquita, 5770 km² (Oberfläche stark schwankend)
- Lago Argentino, 1415 km²
- Lago Viedma, 1088 km²
- Lago Buenos Aires, 881 km² (argentinischer Teil, Gesamtfläche: 1850 km²)
- Colhué Huapi, 803 km²
- Nahuel Huapi, 550 km²

## Inseln

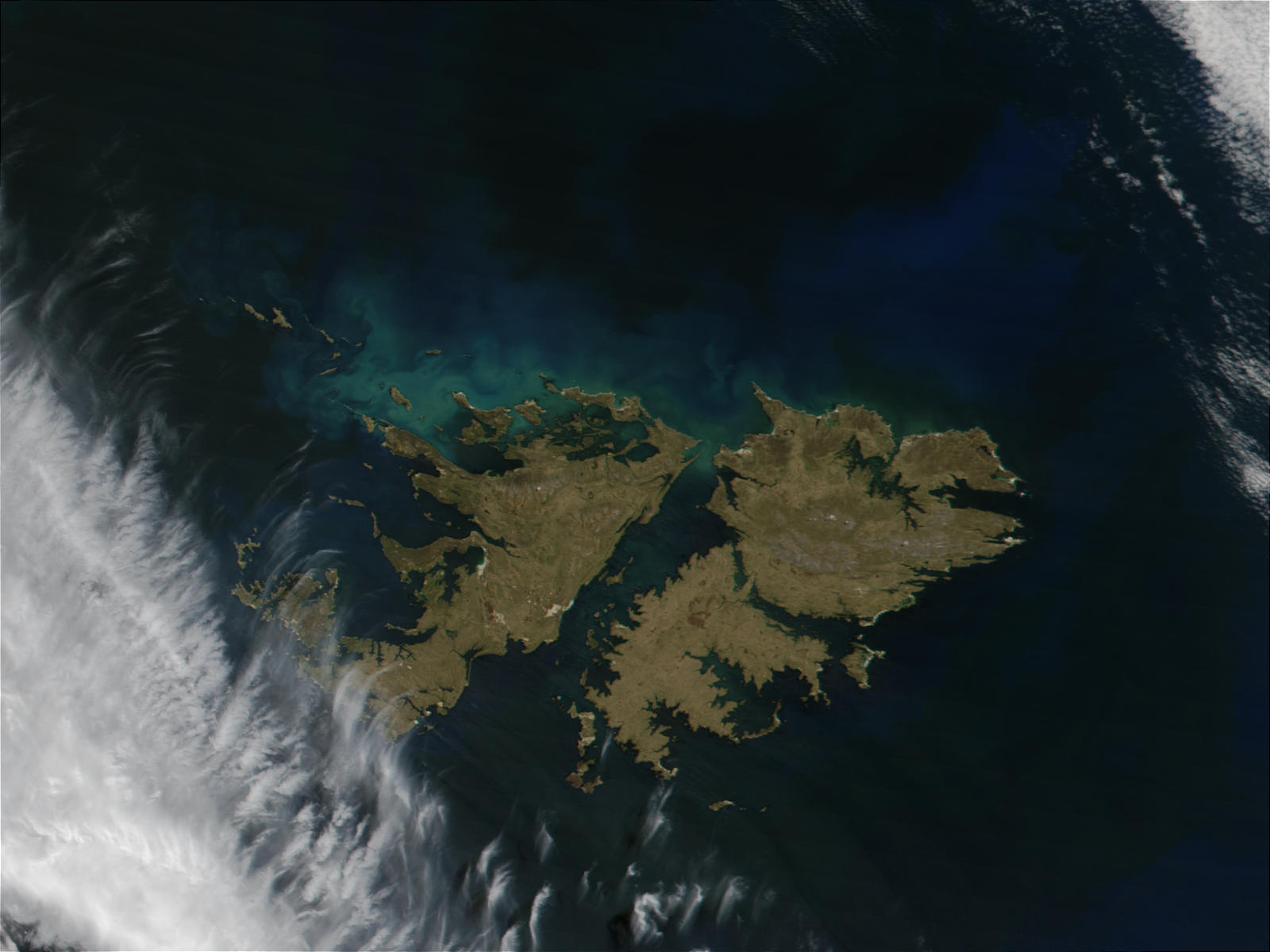
Die Islas Malvinas aus dem Weltall

Argentinien hat zwar eine lange Küstenlinie am Süd-Atlantik, aus geologischen Gründen besitzt es jedoch nur verhältnismäßig wenige Inseln, sieht man von den von Argentinien beanspruchten Gebieten – den Islas Malvinas (Falklandinseln) und Südgeorgien und den Südlichen Sandwichinseln – ab. Die argentinischen Seen und insbesondere das Delta des Río Paraná weisen deutlich mehr Inseln als die Atlantikküste auf. Eine Sonderstellung nimmt die Isla Martín García im Río de la Plata ein, da sie die einzige Exklave Argentiniens ist.
Es gibt an der argentinischen Atlantikküste fünf Inselgruppen:
- die Wattinseln in der Bucht Bahía Blanca (Süden der Provinz Buenos Aires)
- die Wattinseln in der Bucht Bahía Anegada (Süden der Provinz Buenos Aires)
- die kleinen Felsinseln in der Umgebung der Halbinsel Valdés (Provinz Chubut)
- die kleinen Felsinseln in der Umgebung des Kaps Cabo Dos Bahias (Provinz Chubut)
- Feuerland und die Isla de los Estados (Provinz Tierra del Fuego)

### Bahía Blanca
In der flachen Bucht Bahía Blanca befinden sich etwa 25 kleinere Inseln. Sie sind allesamt flach und werden deshalb bei Hochwasser häufig überschwemmt. Die größte dieser Inseln ist die Isla Trinidad, die 207 km² groß und die einzige dieser Inseln ist, die eine entwickelte Hydrografie mit kleinen Flüssen und Bächen aufweist. Es folgen die Isla del Palo (bei Niedrigwasser eine Halbinsel) und die Isla Bermejo. Die Inseln sind insgesamt so gut wie unbewohnt (die Isla Trinidad hatte zeitweise 2 Einwohner), es befinden sich jedoch auf den näher an der Stadt Bahía Blanca gelegenen Inseln einige Clubs sowie eine Unterkunft für Naturfreunde.

### Bahía Anegada und Bahía San Blas
Die Bucht Bahía Anegada im extremen Süden der Provinz Buenos Aires ist das größte Wattenmeer Argentiniens. Es befinden sich mehrere Inseln in ihr, die alle flach sind und bei Hochwasser deshalb oft in Teilen überschwemmt werden. Die größte und einzige bewohnte von ihnen ist die Isla Jabalí, auf der der Badeort Bahía San Blas (1.500 Einwohner) an die gleichnamige Bucht liegen. Weitere größere Inseln sind die Isla Flamenco, die Isla de los Cesares und die Isla Gama.

### Halbinsel Valdés
Rund um die Halbinsel Valdés befinden sich etwa 10 kleine Felsinseln. Die bekannteste ist die nur 1 km² kleine Isla de los Pájaros im westlich gelegenen Golfo San José, auf der sich ein Vogelschutzgebiet befindet. Die meisten der Inseln befinden sich jedoch in der Bucht Caleta Valdés an der Ostküste der Halbinsel. Alle Inseln sind unbewohnt.
80 km südlich der Peninsula Valdes liegt die kleine Isla Escondida (ca. 3 km²) nahe dem Naturschutzgebiet Punta Tombo.

### Cabo Dos Bahías
Mehrere kleine Inselgruppen befinden sich rund um den Kap Cabo Dos Bahías im Süden der Provinz Chubut, nahe der Ortschaft Camarones (1.500 Einwohner). Sie sind alle unbewohnt und stehen unter Naturschutz. Am größten sind die Isla Tova und die Isla Arce, weiterhin gibt es die Islas Blancas (insgesamt ca. 5 km²), die Isla Leones und die Isla Rasa. Auf den Inseln Arce und Leones gibt es Seelöwenkolonien.

### Provinz Santa Cruz
In einigen Buchten und an Flussmündungen der Provinz Santa Cruz gibt es kleine Inseln:
- Felsinseln in der Flussmündung des Río Deseado (weniger als 1 km² groß)
- Felsinseln in der Bucht Bahía San Julián bei Puerto San Julián, größte Insel: Isla Cormorán (1,5 km²).
- die Isla Deseada an der Mündung des Río Gallegos (3 km²)

### Feuerland und Isla de los Estados
Die Insel Feuerland ist die größte Insel, die teilweise zu Argentinien gehört. Der größte Teil (27.000 km²) im Westen der Insel gehört jedoch zu Chile. Der argentinische Teil von Feuerland hat eine Ausdehnung von mehr als 20.000 km².
Direkt östlich von Feuerland liegt die Isla de los Estados, auch unter dem deutschen Namen Staaten-Insel bekannt. Sie 63 km lang und 5 km breit und damit die zweitgrößte Insel Argentiniens, hat jedoch keine regulären Einwohner, da sie unter Naturschutz steht.
Die Inseln Picton, Lennox und Nueva und alle Inseln südlich des Beagle-Kanals bis zu Kap Hoorn und den Diego-Ramírez-Inseln, wurden erst seit 1904 bzw. 1971 von Argentinien beansprucht. Das Schiedsgericht im Beagle-Konflikt sprach 1977 jedoch die Inseln definitiv Chile zu.

### Auflistung nach Größe
- Feuerland (für den argentinischen Teil der Insel, siehe Provinz Tierra del Fuego): 21.051 km²
- Islas Malvinas (deutsch: Malwinen bzw. Falklandinseln) (Großbritannien, von Argentinien beansprucht): Isla Soledad (6.353 km²) und Gran Malvina (4.378 km²)
- Islas Georgias del Sur y Islas Sandwich del Sur (Großbritannien, von Argentinien beansprucht): San Pedro (Südgeorgien, 3.528 km²), Jorge (Südliche Sandwichinseln, 110 km²), Blanco (Südliche Sandwichinseln, 46 km²), Saunders (Südliche Sandwichinseln, 40 km²)
- Isla de los Estados: 520 km²
- Islas Orcadas (von Argentinien beansprucht, fällt unter den Antarktisvertrag): Coronación (457 km²) und Laurie (86 km²)
- Isla Trinidad (Provinz Buenos Aires): 207 km²
- Bermejo (Provinz Buenos Aires): 20 km²

## Bodenschätze
Wertvolle Mineralerze und Gesteine finden sich in Argentinien nur in kleineren Mengen, so etwa Gold, Silber, Kupfer, Blei, Zink, Eisen, Zinn, Wolfram, Glimmer, Uran und Kalkstein. Die meisten Vorkommen sind dabei auf die Andenregion und die Sierras Pampeanas beschränkt. Es wird jedoch vermutet, dass bei einer besseren Prospektion deutlich mehr Ressourcen entdeckt werden könnten.
Größte Minen sind El Aguilar in der westlichen Provinz Jujuy und das neuere Campo Arenal in der Provinz Catamarca. In Chilecito (Provinz La Rioja) befindet sich die historische Mine von La Mejicana, die heute geschlossen ist, in der aber früher die höchstgelegene Seilbahn der Welt auf fast 5000 m Höhe betrieben wurde.
Wirtschaftlich bedeutender sind die Erdöl- und Erdgas-Vorkommen. Sie konzentrieren sich im Nordwesten (insbesondere Jujuy und Salta), Neuquén (Region um Rincón de los Sauces und Cutral-Có), der Gegend rund um die Bucht Golfo San Jorge (Comodoro Rivadavia und Caleta Olivia) und vor der Küste.
Nachgewiesen wurden größere Erdölvorkommen auch im Gebiet der Malwinen, wo allerdings der Territorialstreit mit Großbritannien sowie die hohen Investitionskosten bisher eine Ausbeutung unmöglich machten. Das Gleiche gilt für Gebiete nahe der Antarktis, wo der Antarktisvertrag aus Gründen des Naturschutzes eine wirtschaftliche Nutzung ausschließt.

## Flora und Fauna
Entsprechend den sehr unterschiedlichen Klimazonen Argentiniens variieren auch die Vegetation und die Tierwelt sehr stark. Insgesamt sind etwa zwölf Prozent der Landfläche bewaldet.

### Flora

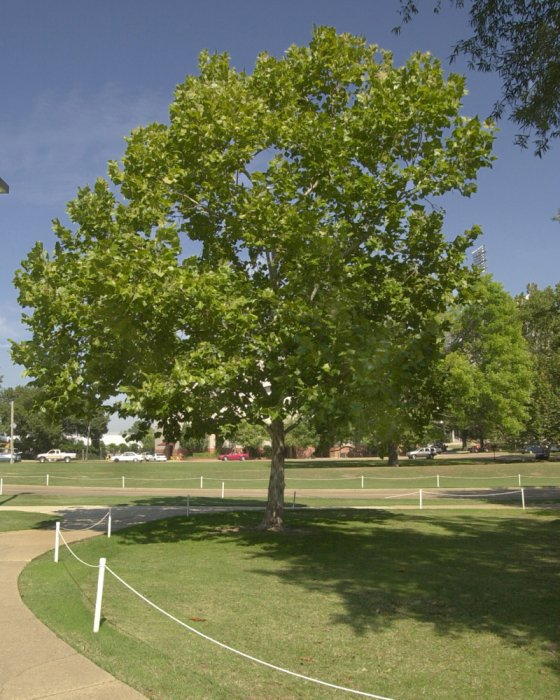
Eine Amerikanische Platane

In den warmfeuchten tropischen und subtropischen Regenwäldern im Norden gedeihen tropische Pflanzen, wie Rosenhölzer (Dalbergia), Guajakholzbäume (Guaiacum officinale), Palisander (Jacaranda mimosifolia) und Quebracho-Bäume (Schinopsis lorentzii), aus denen Gerbsäure gewonnen wird, aber auch Palmen.
Der ebenfalls im Norden befindliche Gran Chaco verfügt über eine savannenartige Vegetation, welche von den Algarrobo-Bäumen (hauptsächlich Prosopis alba und Prosopis nigra) dominiert wird, Quebracho kommt auch vor. Der Süden und Osten des Chaco mit seinem milderen Klima wird intensiv landwirtschaftlich genutzt, während der Norden noch weitgehend ursprünglich ist.
Die Pampa ist geprägt von ausgedehnten Graslandschaften mit verschiedensten Gräsern. Von Eukalyptus (Eucalyptus), amerikanischen Platanen (Platanus occidentalis) und Akazien (Acacia) abgesehen, finden sich hier keine Bäume; die ersteren beiden Gattungen sind nicht heimisch. Der Grund liegt nicht im Klima der Region, das eine Bewaldung durchaus zulassen würde, sondern in der Beschaffenheit des sehr feinen steinfreien Bodens, die die Gräser gegenüber den Bäumen in der Evolution bevorzugte. Aufgrund der Bodenqualität ist auch eine landwirtschaftliche Bebauung gut möglich, so dass sich nur noch wenig ursprüngliche Vegetation erhalten hat.
Patagonien liegt schon im Schatten der Anden und ist eine karge und weitestgehend baumlose Landschaft. Hier herrschen wie in der Pampa auch die Gräser vor, die Vegetation ist aber den wesentlich trockeneren Gegebenheiten angepasst. Daneben findet man verschiedenste krautige Gewächse und Sträucher. Wegen des steinigen Boden ist Getreideanbau nicht möglich, stattdessen werden die Graslandschaften als Schafweide genutzt.
In den Vorgebirgen der südlichen Anden und auf Feuerland finden sich ausgedehnte Nadelwälder mit Fichten (Picea), Zypressen (Cypressus), Kiefern (Pinus), Zedern (Cedrus) und anderen Nutzhölzern. Nahe der chilenischen Grenze gibt es vereinzelte Gruppen von Scheinbuchen (Nothofagus). Eine Besonderheit ist der Pehuén (auch Araucaria genannt), eine nur in den Südanden heimische Baumart mit einem langen Stamm und einer ausgeprägten schirmförmigen Baumkrone. Die Baumgrenze liegt bei etwa 2000 m.
In den trockenen, nördlichen Hochlagen der Anden finden sich in den ariden Halbwüsten viele Kakteen (Cactaceae) und Dornsträucher. Ansonsten ähnelt die Flora der in Patagonien.
Die Blüte des Ceibos (dt.: Hahnenkammbaum oder Korallenbaum) ist als so genannte „nationale Blume“ eines der Nationalsymbole.

### Fauna

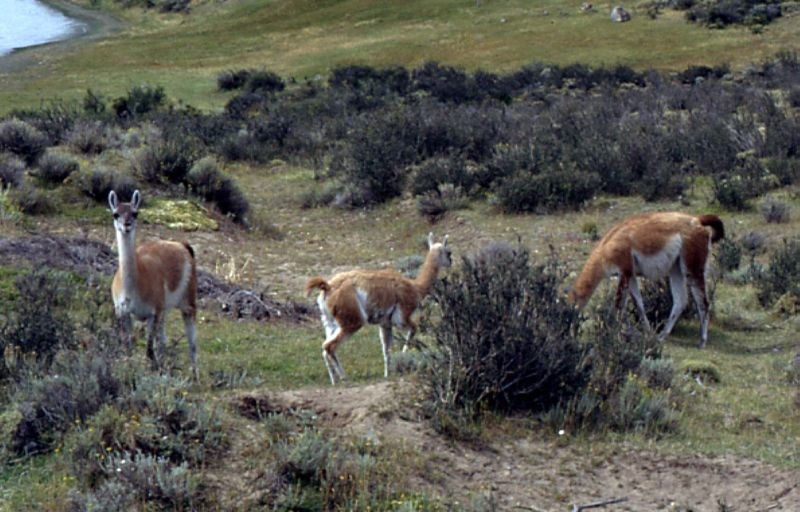
Guanakos – eine Wildform des Lamas

Im tropischen Norden ist die Tierwelt äußerst vielfältig. Hier kann man hauptsächlich verschiedene Affenarten, Jaguare, Pumas, Ozelots, Waschbären, Nasenbären, Ameisenbären, aber auch Tapire, Nabelschweine und Reptilien wie Schlangen und Alligatoren antreffen. Die Vogelwelt beherbergt hier Kolibris, Flamingos und Papageien. In den Flüssen sind neben vielen anderen Fischen auch Piranhas zu finden.
In der Pampa findet man Gürteltiere, Mähnenwölfe, Pampasfüchse, Pampaskatzen, Pampashirsche, Nandus, verschiedene Greifvögel wie Falken sowie Reiher.
In den kargen Gebieten der Anden trifft man auf die wilden Lamas, Guanakos und Vikunjas, sowie auf den Andenkondor. Raubtiere sind die Bergkatze, der Puma und der Andenschakal. An Salzseen finden sich häufig Zugvögel wie Flamingos.
In Patagonien und Feuerland ist das Tierleben artenärmer. Auch hier leben Pumas, Nandus und Guanakos; der Pudú ist ein kleiner Hirsch der südlichen Anden. Auf Feuerland nisten zudem Kormorane. Die patagonischen Küsten beherbergen Magellanpinguine und Kolonien von Südamerikanischen Seebären und Mähnenrobben.
Die Küstengewässer Argentiniens beherbergen unter anderem Südkaper, Orcas und Commerson-Delfine, daneben Seehechte, Sardinen, Makrelen und Dorados.